# Elecciones legislativas de Argentina de 1993
Las elecciones legislativas de Argentina de 1993 se realizaron el domingo 3 de octubre con el objetivo de elegir a 127 de los 257 miembros de la Cámara de Diputados, cámara baja del Congreso de la Nación Argentina. También se renovaron varios cargos legislativos a nivel provincial y municipal en la mayoría de los distritos y la gobernación de Corrientes.Tuvo lugar durante el primer gobierno de Carlos Menem.
La elección fue un esperable triunfo para el gobernante Partido Justicialista (PJ), seguido por la Unión Cívica Radical (UCR), que logró evitar una nueva debacle por primera vez en ocho años, experimentando crecimiento de votos. En dicha elección se destacó la aparición del Movimiento por la Dignidad y la Independencia (MODIN), de Aldo Rico, en el tercer lugar. La Unión del Centro Democrático, hasta entonces el tercer partido más grande del país, cayó al quinto lugar con solo un 2,66%, por detrás del Frente Grande, constituido por fuerzas de izquierda y centroizquierda junto con sectores disconformes del justicialismo no menemista, que obtuvo el 3,88% de los votos y tres diputados. El buen resultado del PJ y la UCR en estas elecciones allanó el camino para la reforma constitucional argentina de 1994.
El Partido Justicialista ganó en la Capital Federal y en dieciséis provincias (Buenos Aires, Chaco, Chubut, Entre Ríos, Formosa, Jujuy, La Pampa, La Rioja, Mendoza, Misiones, Salta, San Luis, Santa Cruz, Santa Fe, Tierra del Fuego y Tucumán); la Unión Cívica Radical ganó en cuatro provincias (Catamarca, Córdoba, Río Negro y Santiago del Estero); en Neuquén venció el Movimiento Popular Neuquino; en Corrientes el Pacto Autonomista Liberal; y en San Juan el Frente de la Esperanza, una agrupación alineada con el menemismo a nivel nacional. En las elecciones para gobernador de Corrientes, ninguno de los dos partidos tradicionales logró ganar, sino que triunfó Raúl Romero Feris, del Pacto Autonomista Liberal.

## Reglas electorales
Las reglas electorales fundamentales que rigieron la elección legislativa fueron establecidas en el texto constitucional entonces vigente (Reforma constitucional 1957) y la Ley N.º 22.838 del 23 de junio de 1983, sancionada por el dictador Reynaldo Bignone "en uso de las atribuciones conferidas el Estatuto para el Proceso de Reorganización Nacional".
Las principales reglas electorales para la elección legislativa fueron:
- Representación proporcional mediante sistema d'Hondt por listas cerradas en distritos plurinominales.
- No participan en la asignación de cargos las listas que no logren un mínimo del 3% del padrón electoral del distrito
- Un mínimo de cinco diputados por distrito.

Dada la reforma constitucional argentina de 1994, estas fueron las últimas elecciones que aplicaron mecanismos constitucionales de cualquier tipo salidos de un gobierno militar, y las últimas que no incluían la elección directa del Senado y la presidencia de senadores por la minoría.

## Cargos a elegir
| Provincia           | Bancas totales | A renovar |
| ------------------- | -------------- | --------- |
| Buenos Aires        | 70             | 35        |
| Capital Federal     | 25             | 13        |
| Catamarca           | 5              | 3         |
| Chaco               | 7              | 4         |
| Chubut              | 5              | 2         |
| Córdoba             | 18             | 9         |
| Corrientes          | 7              | 3         |
| Entre Ríos          | 9              | 5         |
| Formosa             | 5              | 2         |
| Jujuy               | 6              | 3         |
| La Pampa            | 5              | 3         |
| La Rioja            | 5              | 2         |
| Mendoza             | 10             | 5         |
| Misiones            | 7              | 3         |
| Neuquén             | 5              | 3         |
| Río Negro           | 5              | 2         |
| Salta               | 7              | 3         |
| San Juan            | 6              | 3         |
| San Luis            | 5              | 3         |
| Santa Cruz          | 5              | 3         |
| Santa Fe            | 19             | 9         |
| Santiago del Estero | 7              | 3         |
| Tierra del Fuego    | 5              | 2         |
| Tucumán             | 9              | 4         |
| Total               | 257            | 127       |

## Antecedentes
La estrecha victoria del Partido Justicialista en las elecciones intermedias de 1991 alentó al gobierno de Carlos Menem a aprobar acelerados planes de privatizaciones, desregulaciones empresariales y leyes laborales más flexibles propuestas por el hombre ampliamente acreditado por su "verano" político, el ministro de Economía Domingo Cavallo. 1992 fue un año sobresaliente para la economía argentina, que creció un 9% en medio de un aumento del 40% en la inversión fija y el doble de las ventas de automóviles; de hecho, fue el primer año desde 1984 en que el gasto en construcción y maquinaria excedió la depreciación (muchos argentinos compraron su primer automóvil al menos desde entonces).
Sin embargo, la administración de Menem enfrentó también serios problemas. Una exposición sobre la creciente corrupción publicada por el periodista Horacio Verbitsky provocó la renuncia del principal estratega de Menem, el Ministro del Interior, José Luis Manzano, y la de un aliado clave, el intendente de Buenos Aires, Carlos Grosso. La continua incertidumbre económica en Estados Unidos, Europa y Japón también ayudó a provocar una inesperada crisis de confianza en Argentina y, aunque las saludables reservas de divisas del país frustraron fácilmente una caída en el peso argentino de noviembre de 1992, el evento ayudó a provocar una desaceleración repentina en el "milagro argentino" de Cavallo. Este giro económico negativo se tornó aún más inoportuno por la ola de despidos que siguió a las privatizaciones masivas de grandes empleadores, como la petrolera estatal YPF y los vastos ferrocarriles de la nación. El desempleo, que se mantuvo en torno al 7% durante el auge de 1991-92, saltó a casi un 10% a mediados de 1993.

## Campaña
La preocupación por los despidos, el futuro de las compañías recientemente privatizadas y las reformas al sistema jubilatorio relativamente generoso heredado del apogeo del líder populista Juan Domingo Perón dominaron los temas de campaña antes de las elecciones de mitad de período del 3 de octubre de 1993. Finalmente, los temores de una recesión durante 1993 no se materializaron y Menem rápidamente tradujo los ingresos federales aún en alza (así como 3.500 millones de US$ en ingresos de la venta de acciones de YPF) a un mayor gasto en jubilaciones y obras públicas, ayudando a calmar las protestas. Sintiendo la oportunidad de reformar el sistema electoral arcano de Argentina, el nuevo ministro del Interior, Gustavo Béliz, propuso un reemplazo del sistema de listas electorales de la nación por uno que se asemejara al sistema australiano. Sin embargo, la reforma propuesta, que disminuiría la influencia de los líderes de los partidos sobre el proceso, provocó su despido.

## Resultados
El día de las elecciones, el Partido Justicialista se alzó con su cuarta victoria consecutiva en el plano legislativo, obteniendo 66 de las 127 bancas en juego, y quedándose con la mayoría absoluta (aunque su alianza con otros partidos provinciales, y el apoyo que las reformas de Menem recibían de la derechista Unión del Centro Democrático, en la práctica, le facilitaron mucho esa mayoría). El principal partido de la oposición, la Unión Cívica Radical (UCR), por su parte, experimentó (por única vez hasta el momento desde la recuperación de la democracia) un ligero crecimiento de votos con casi medio millón de sufragios más, aunque perdió un escaño.
En el plano de los terceros partidos, el Movimiento por la Dignidad y la Independencia (MODIN), del antiguo carapintada Aldo Rico, que en las anteriores elecciones solo se presentó en provincia de Buenos Aires, en esta ocasión concurrió a nivel nacional y logró arrebatar a la Unión del Centro Democrático (UCeDé) su papel de "tercera fuerza" con un 5,78% de los votos (casi un millón de sufragios) y cuatro diputados, aunque se quedó todavía muy atrás de quebrar el bipartidismo. La UCeDé, por su parte, se vio devastada al obtener tan solo un escaño, en comparación con los 4 obtenidos en las anteriores elecciones, reduciéndose su bancada de 11 diputados a solo 5.
En Santiago del Estero, provincia dominada por el caudillo peronista Carlos Juárez desde 1948, la UCR logró plasmar el descontento social hacia el gobierno juarista de Fernando Martín Lobo al triunfar por primera vez en la provincia desde 1985, obteniendo casi la mitad de los sufragios y dos de los tres diputados en juego. En esta provincia el justicialismo había concurrido dividido entre la juarista Corriente Renovadora y el menemismo. Tan solo una semana después de la asunción de los diputados, en Santiago del Estero se produciría el santiagueñazo, una serie de disturbios contra el gobierno de Lobo que provocó la intervención federal de la provincia. Sin embargo, el peronismo continuaría dominando la vida política de la provincia hasta la victoria del Frente Cívico por Santiago en 2005.
|  | 18,40 % |

|  | 15,69 % |

|  | 1,59 % |

|  | 2,17 % |

|  | 0,97 % |

|  | 0,90 % |

|  | 0,88 % |

|  | 0,64 % |

|  | 0,54 % |

|  | 0,45 % |

|  | 0,41 % |

|  | 0,40 % |

|  | 0,21 % |

|  | 0,21 % |

|  | 43,47 % |

|  | 29,35 % |

|  | 0,52 % |

|  | 0,36 % |

|  | 30,23 % |

|  | 5,78 % |

|  | 3,38 % |

|  | 0,18 % |

|  | 0,11 % |

|  | 0,08 % |

|  | 0,03 % |

|  | 0,03 % |

|  | 0,02 % |

|  | 0,01 % |

|  | 0,01 % |

|  | 0,01 % |

|  | 0,01 % |

|  | 0,01 % |

|  | 0,01 % |

|  | 3,88 % |

|  | 2,62 % |

|  | 0,04 % |

|  | 2,66 % |

|  | 0,77 % |

|  | 0,67 % |

|  | 0,59 % |

|  | 0,35 % |

|  | 0,09 % |

|  | 0,01 % |

|  | 0,01 % |

|  | 0,01 % |

|  | 2,50 % |

|  | 1,39 % |

|  | 1,32 % |

|  | 1,11 % |

|  | 0,77 % |

|  | 0,59 % |

|  | 0,09 % |

|  | 0,07 % |

|  | 0,01 % |

|  | 0,76 % |

|  | 0,74 % |

|  | 0,69 % |

|  | 0,36 % |

|  | 0,34 % |

|  | 0,33 % |

|  | 0,28 % |

|  | 0,28 % |

|  | 0,22 % |

|  | 0,22 % |

|  | 0,22 % |

|  | 0,20 % |

|  | 0,16 % |

|  | 0,15 % |

|  | 0,14 % |

|  | 0,14 % |

|  | 0,14 % |

|  | 0,12 % |

|  | 0,12 % |

|  | 0,12 % |

|  | 0,10 % |

|  | 0,09 % |

|  | 0,09 % |

|  | 0,08 % |

|  | 0,08 % |

|  | 0,08 % |

|  | 0,05 % |

|  | 0,04 % |

|  | 0,04 % |

|  | 0,04 % |

|  | 0,04 % |

|  | 0,04 % |

|  | 0,03 % |

|  | 0,03 % |

|  | 0,03 % |

|  | 0,03 % |

|  | 0,03 % |

|  | 0,03 % |

|  | 0,02 % |

|  | 0,02 % |

|  | 0,02 % |

|  | 0,02 % |

|  | 0,02 % |

|  | 0,02 % |

|  | 0,02 % |

|  | 0,01 % |

|  | 0,01 % |

|  | 0,01 % |

|  | 0,01 % |

|  | 0,01 % |

|  | 0,01 % |

|  | 0,01 % |

|  | 0,01 % |

|  | 94,89 % |

|  | 4,06 % |

|  | 1,05 % |

|  | 80,33 % |

|  | 100 % |

## Resultados por provincia
|  | 45,17 % |

|  | 28,90 % |

|  | 11,08 % |

|  | 4,25 % |

|  | 2,60 % |

|  | 1,54 % |

|  | 1,54 % |

|  | 0,92 % |

|  | 0,72 % |

|  | 0,69 % |

|  | 0,36 % |

|  | 0,35 % |

|  | 0,35 % |

|  | 0,33 % |

|  | 0,29 % |

|  | 0,25 % |

|  | 0,25 % |

|  | 0,21 % |

|  | 0,20 % |

|  | 95,17 % |

|  | 3,85 % |

|  | 0,99 % |

|  | 82,63 % |

|  | 100 % |

|  | 32,59 % |

|  | 29,99 % |

|  | 13,65 % |

|  | 5,68 % |

|  | 4,30 % |

|  | 3,98 % |

|  | 3,10 % |

|  | 1,86 % |

|  | 1,62 % |

|  | 0,48 % |

|  | 0,44 % |

|  | 0,38 % |

|  | 0,38 % |

|  | 0,34 % |

|  | 0,28 % |

|  | 0,28 % |

|  | 0,26 % |

|  | 0,23 % |

|  | 0,15 % |

|  | 96,96 % |

|  | 2,05 % |

|  | 1,00 % |

|  | 80,92 % |

|  | 100 % |

|  | 47,37 % |

|  | 39,58 % |

|  | 5,22 % |

|  | 4,90 % |

|  | 1,62 % |

|  | 0,84 % |

|  | 0,47 % |

|  | 94,43 % |

|  | 5,09 % |

|  | 0,48 % |

|  | 79,56 % |

|  | 100 % |

|  | 37,42 % |

|  | 32,44 % |

|  | 23,85 % |

|  | 3,61 % |

|  | 0,62 % |

|  | 0,50 % |

|  | 0,50 % |

|  | 0,49 % |

|  | 0,32 % |

|  | 0,25 % |

|  | 96,74 % |

|  | 2,80 % |

|  | 0,46 % |

|  | 74,12 % |

|  | 100 % |

|  | 44,93 % |

|  | 43,37 % |

|  | 8,70 % |

|  | 1,80 % |

|  | 1,21 % |

|  | 92,04 % |

|  | 5,32 % |

|  | 2,64 % |

|  | 76,88 % |

|  | 100 % |

|  | 44,18 % |

|  | 36,51 % |

|  | 12,28 % |

|  | 2,09 % |

|  | 1,91 % |

|  | 0,84 % |

|  | 0,61 % |

|  | 0,46 % |

|  | 0,41 % |

|  | 0,38 % |

|  | 0,38 % |

|  | 95,84 % |

|  | 3,08 % |

|  | 1,08 % |

|  | 81,41 % |

|  | 100 % |

|  | 46,61 % |

|  | 37,02 % |

|  | 12,61 % |

|  | 1,22 % |

|  | 1,14 % |

|  | 0,66 % |

|  | 0,33 % |

|  | 0,22 % |

|  | 0,18 % |

|  | 97,49 % |

|  | 2,13 % |

|  | 0,38 % |

|  | 76,47 % |

|  | 100 % |

|  | 45,60 % |

|  | 42,30 % |

|  | 6,87 % |

|  | 2,47 % |

|  | 2,10 % |

|  | 0,67 % |

|  | 96,69 % |

|  | 2,39 % |

|  | 0,92 % |

|  | 83,48 % |

|  | 100 % |

|  | 56,23 % |

|  | 40,01 % |

|  | 2,24 % |

|  | 1,52 % |

|  | 90,37 % |

|  | 8,77 % |

|  | 0,86 % |

|  | 75,38 % |

|  | 100 % |

|  | 41,67 % |

|  | 23,38 % |

|  | 23,14 % |

|  | 8,44 % |

|  | 2,38 % |

|  | 0,98 % |

|  | 92,70 % |

|  | 6,12 % |

|  | 1,18 % |

|  | 73,00 % |

|  | 100 % |

|  | 43,97 % |

|  | 29,62 % |

|  | 16,18 % |

|  | 5,13 % |

|  | 2,00 % |

|  | 1,12 % |

|  | 0,98 % |

|  | 0,96 % |

|  | 97,35 % |

|  | 1,76 % |

|  | 0,89 % |

|  | 84,79 % |

|  | 100 % |

|  | 61,83 % |

|  | 34,82 % |

|  | 1,67 % |

|  | 1,10 % |

|  | 0,58 % |

|  | 94,05 % |

|  | 4,95 % |

|  | 0,99 % |

|  | 81,83 % |

|  | 100 % |

|  | 48,75 % |

|  | 30,55 % |

|  | 15,72 % |

|  | 2,35 % |

|  | 0,73 % |

|  | 0,65 % |

|  | 0,58 % |

|  | 0,41 % |

|  | 0,25 % |

|  | 96,44 % |

|  | 2,58 % |

|  | 0,97 % |

|  | 83,55 % |

|  | 100 % |

|  | 50,61 % |

|  | 44,31 % |

|  | 3,31 % |

|  | 0,71 % |

|  | 0,59 % |

|  | 0,47 % |

|  | 100 % |

|  | 100 % |

|  | 32,14 % |

|  | 29,19 % |

|  | 27,34 % |

|  | 2,79 % |

|  | 2,52 % |

|  | 2,52 % |

|  | 1,94 % |

|  | 1,65 % |

|  | 95,03 % |

|  | 2,64 % |

|  | 2,33 % |

|  | 82,23 % |

|  | 100 % |

|  | 42,05 % |

|  | 29,97 % |

|  | 17,80 % |

|  | 3,94 % |

|  | 2,73 % |

|  | 2,58 % |

|  | 0,93 % |

|  | 94,85 % |

|  | 3,06 % |

|  | 2,09 % |

|  | 78,88 % |

|  | 100 % |

|  | 41,57 % |

|  | 34,00 % |

|  | 16,75 % |

|  | 4,16 % |

|  | 0,95 % |

|  | 0,75 % |

|  | 0,69 % |

|  | 0,64 % |

|  | 0,49 % |

|  | 97,13 % |

|  | 1,44 % |

|  | 1,43 % |

|  | 71,30 % |

|  | 100 % |

|  | 43,40 % |

|  | 23,39 % |

|  | 12,99 % |

|  | 11,60 % |

|  | 7,04 % |

|  | 0,87 % |

|  | 0,38 % |

|  | 0,34 % |

|  | 98,11 % |

|  | 1,02 % |

|  | 0,87 % |

|  | 83,93 % |

|  | 100 % |

|  | 51,32 % |

|  | 35,32 % |

|  | 6,70 % |

|  | 4,33 % |

|  | 1,42 % |

|  | 0,89 % |

|  | 0,02 % |

|  | 0,00 % |

|  | 95,43 % |

|  | 3,91 % |

|  | 0,66 % |

|  | 79,58 % |

|  | 100 % |

|  | 55,18 % |

|  | 36,60 % |

|  | 4,17 % |

|  | 2,68 % |

|  | 1,37 % |

|  | 92,30 % |

|  | 5,80 % |

|  | 1,89 % |

|  | 76,96 % |

|  | 100 % |

|  | 37,88 % |

|  | 35,23 % |

|  | 9,94 % |

|  | 9,36 % |

|  | 3,22 % |

|  | 1,33 % |

|  | 0,75 % |

|  | 0,60 % |

|  | 0,59 % |

|  | 0,55 % |

|  | 0,48 % |

|  | 0,07 % |

|  | 85,08 % |

|  | 13,29 % |

|  | 1,64 % |

|  | 80,97 % |

|  | 100 % |

|  | 47,90 % |

|  | 37,80 % |

|  | 12,49 % |

|  | 1,05 % |

|  | 0,48 % |

|  | 0,29 % |

|  | 97,54 % |

|  | 2,04 % |

|  | 0,42 % |

|  | 64,50 % |

|  | 100 % |

|  | 42,21 % |

|  | 26,09 % |

|  | 23,77 % |

|  | 2,02 % |

|  | 1,63 % |

|  | 1,20 % |

|  | 1,07 % |

|  | 0,86 % |

|  | 0,73 % |

|  | 0,43 % |

|  | 95,67 % |

|  | 2,23 % |

|  | 2,10 % |

|  | 70,38 % |

|  | 100 % |

|  | 41,06 % |

|  | 33,71 % |

|  | 20,94 % |

|  | 2,28 % |

|  | 0,62 % |

|  | 0,61 % |

|  | 0,40 % |

|  | 0,37 % |

|  | 97,54 % |

|  | 1,52 % |

|  | 0,94 % |

|  | 75,80 % |

|  | 100 % |

1. ↑  Renunció el 17 de octubre de 1995, lo reemplaza Gloria Élida Scrimizzi el 15 de noviembre de 1995.
2. ↑  Falleció el 22 de diciembre de 1996, lo reemplaza José Tagliafico el 19 de febrero de 1997.
3. ↑  Renunció el 18 de noviembre de 1997, lo reemplaza Fernando Raúl del Castillo el 26 de noviembre de 1997.
4. ↑  Renunció el 30 de abril de 1997, lo reemplaza José Santa María el 14 de mayo de 1997.
5. ↑  Renunció el 21 de febrero de 1996, lo reemplaza Cristina Guevara el 21 de febrero de 1996.
6. ↑  Renunció el 10 de diciembre de 1995, la reemplaza Floreal Gorini el 20 de diciembre de 1995.
7. ↑  Renunció el 3 de agosto de 1996, lo reemplaza Luz Elizabeth Remedi el 9 de diciembre de 1997.
8. ↑  Renunció el 9 de diciembre de 1995, lo reemplaza Juan Carlos Passo el 20 de diciembre de 1995.
9. ↑  Renunció el 4 de abril de 1997, lo reemplaza Lidia C. Domsic el 16 de abril de 1997.
10. ↑  Renunció el 10 de diciembre de 1995, lo reemplaza Hugo Antonio Bordin Carosio el 20 de diciembre de 1995.
11. ↑  Renunció el 6 de diciembre de 1995, lo reemplaza Nélida del Carmen Parra el 7 de diciembre de 1995.
12. ↑  Renunció el 28 de diciembre de 1994, lo reemplaza Leonor E. Tolomeo el 8 de febrero de 1995.
13. ↑  Renunció el 11 de diciembre de 1995, lo reemplaza Ileana Bizzotto el 20 de diciembre de 1995.
14. ↑  Renunció el 10 de diciembre de 1995, lo reemplaza Raquel G. Roberti el 20 de diciembre de 1995.
15. ↑  Renunció el 27 de octubre de 1995, lo reemplaza Élida E. Pasqualini de Acosta el 8 de noviembre de 1995.

## Consecuencias
Los resultados ayudaron a persuadir tanto a Menem como al líder de la UCR, el expresidente Raúl Alfonsín, para que iniciaran negociaciones hacia un acuerdo mutuamente beneficioso, un mes después de las elecciones. La victoria alentó a Menem a perseguir su objetivo de reformar la constitución de 1853 para acceder a la reelección presidencial, cosa que no podía lograr sin el permiso de la UCR (para acceder a la mayoría de dos tercios en ambas cámaras del Congreso). Alfonsín, a cambio de la reforma, solicitó que el mandato presidencial se acortara a cuatro años, una mayor representación senatorial para el partido que quedara en segundo lugar (presumiblemente la UCR) y la autonomización de la Ciudad de Buenos Aires (distrito de hegemonía radical desde la restauración democrática y un bastión del voto antiperonista en general) para elegir a un jefe de gobierno propio, en lugar de un intendente designado por el presidente de la Nación; entre otras cosas. A este acuerdo se lo llamó Pacto de Olivos.
Las elecciones para convencionales constituyentes se realizaron en 1994. La irrupción del Frente Grande (una escisión del Partido Justicialista descontenta con la reforma constitucional y con el rumbo que había tomado el gobierno de Menem) fue una seria amenaza para el bipartidismo en general y la UCR en particular. Efectivamente, en las elecciones de 1995, la UCR fue relegada al tercer puesto detrás de una alianza de centroizquierda liderada por el Frente Grande, el Frente País Solidario (FREPASO).

## Boletas en Capital Federal

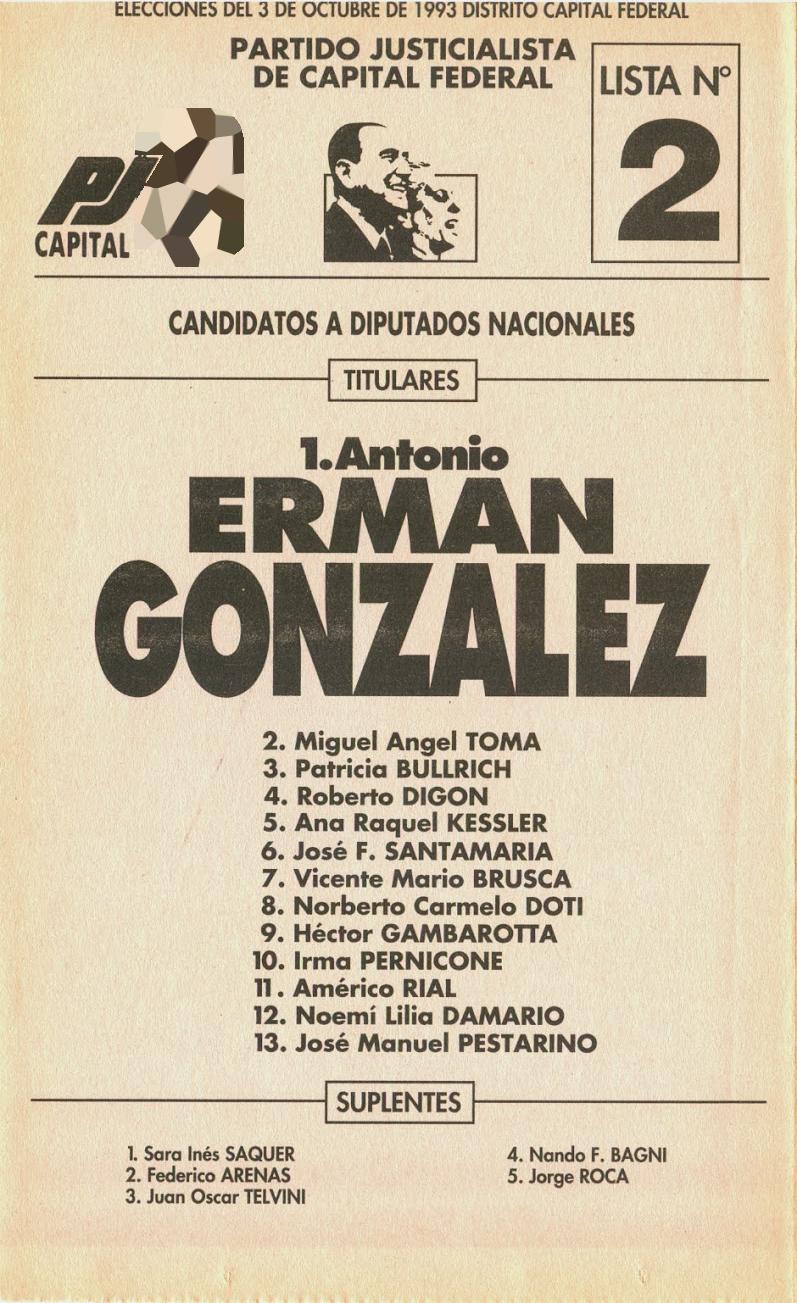
Partido Justicialista
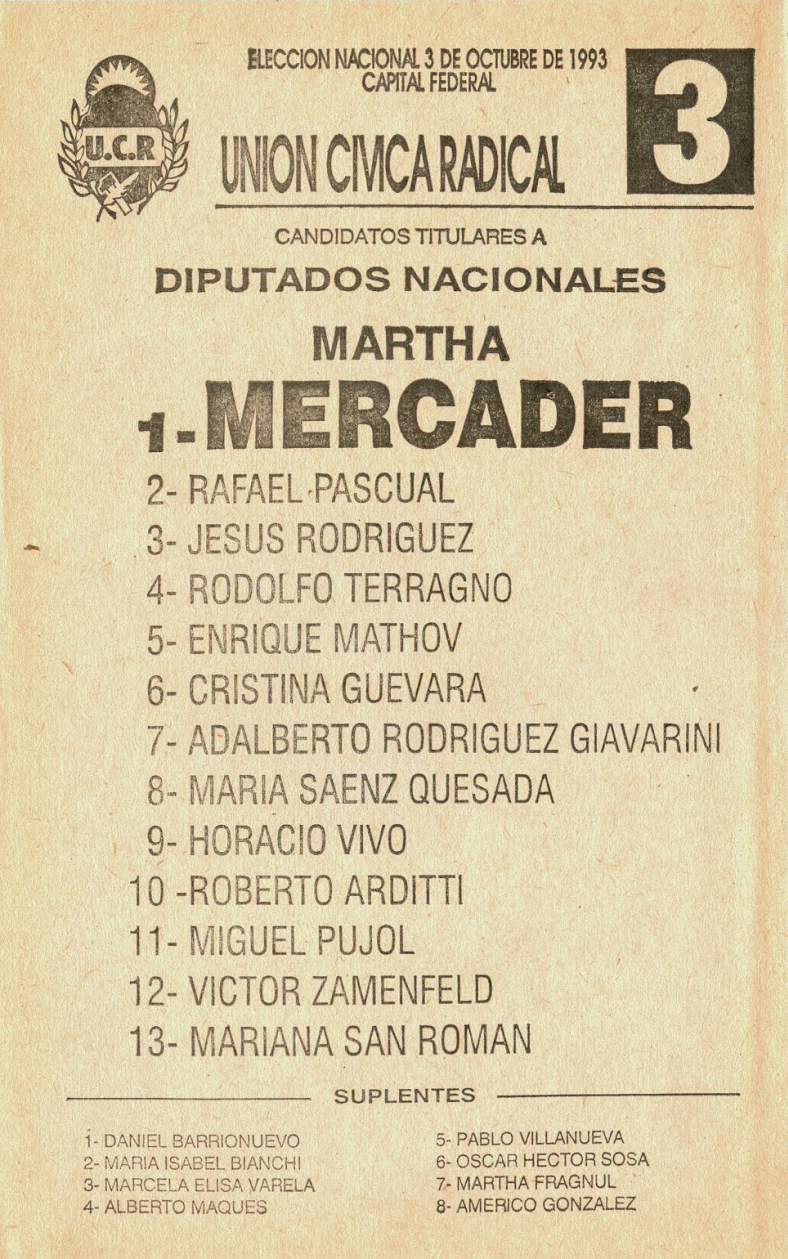
Unión Cívica Radical
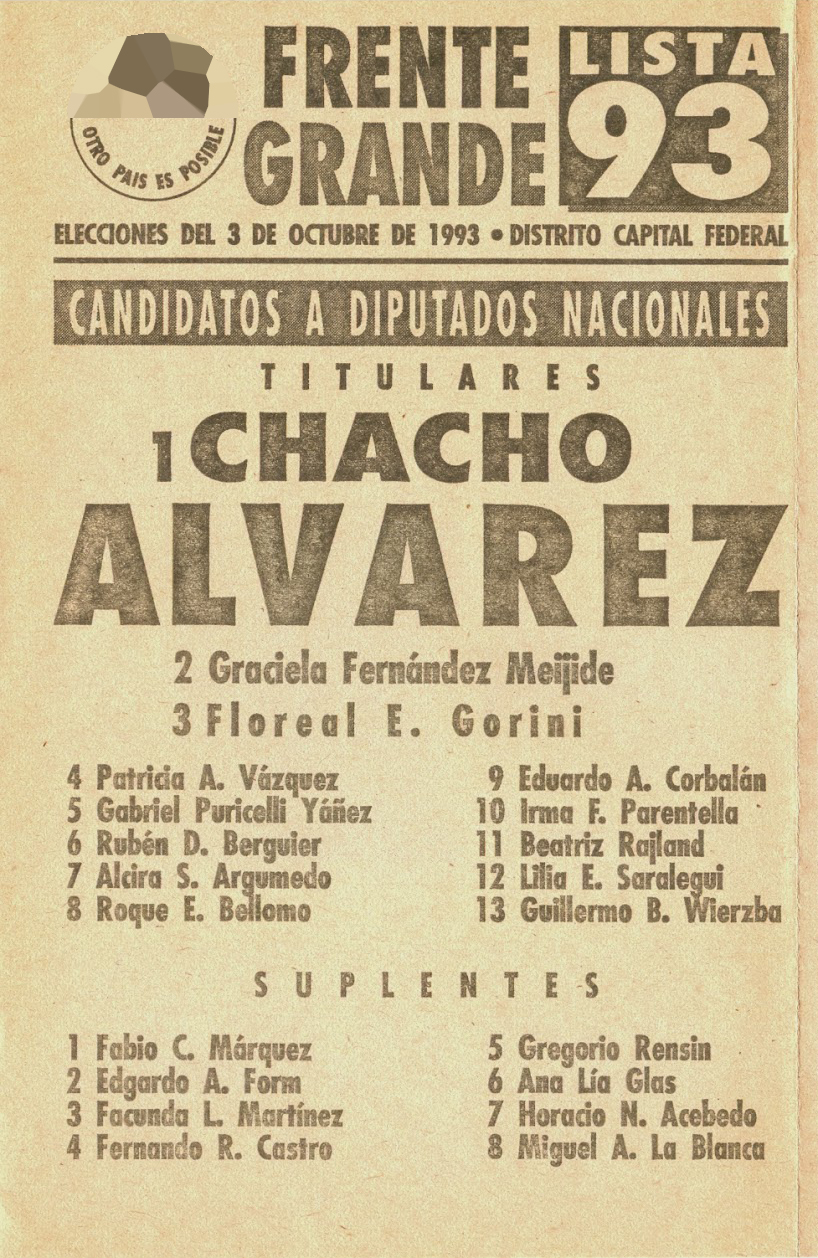
Frente Grande
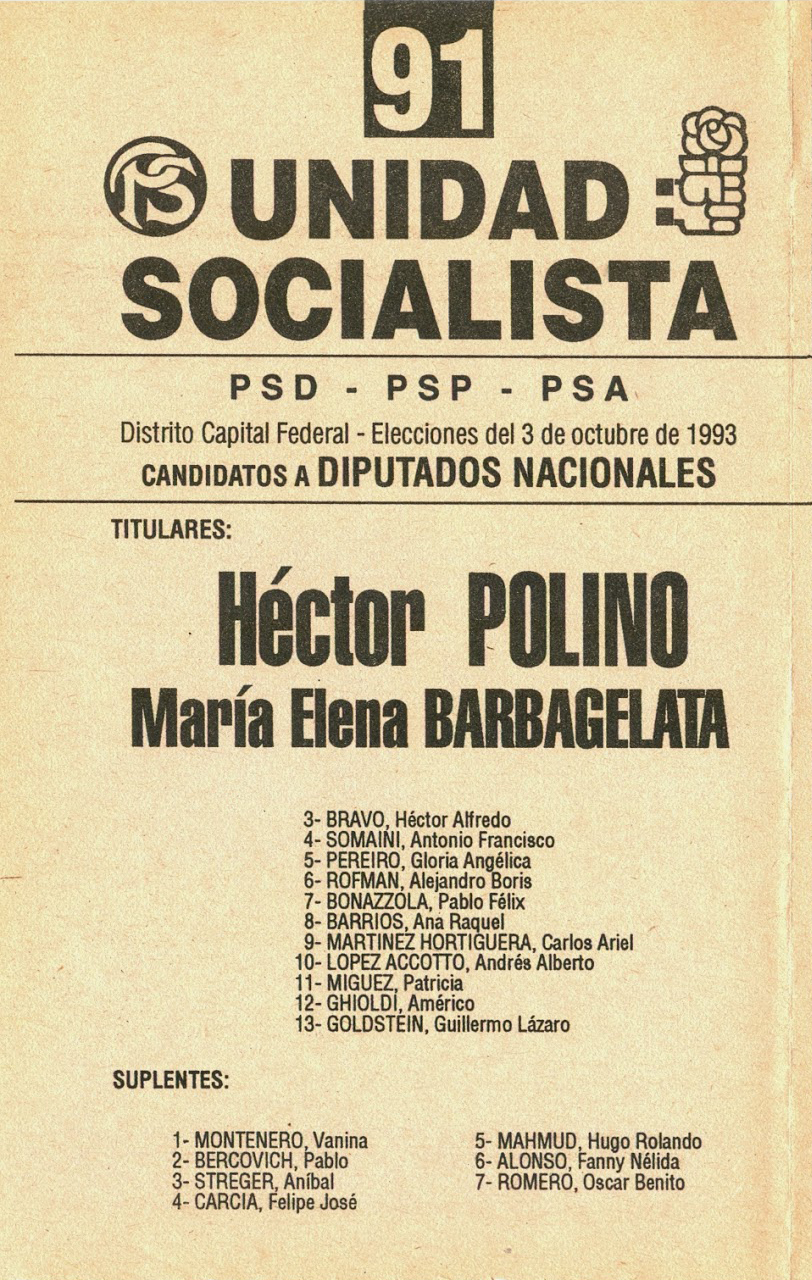
Unidad Socialista
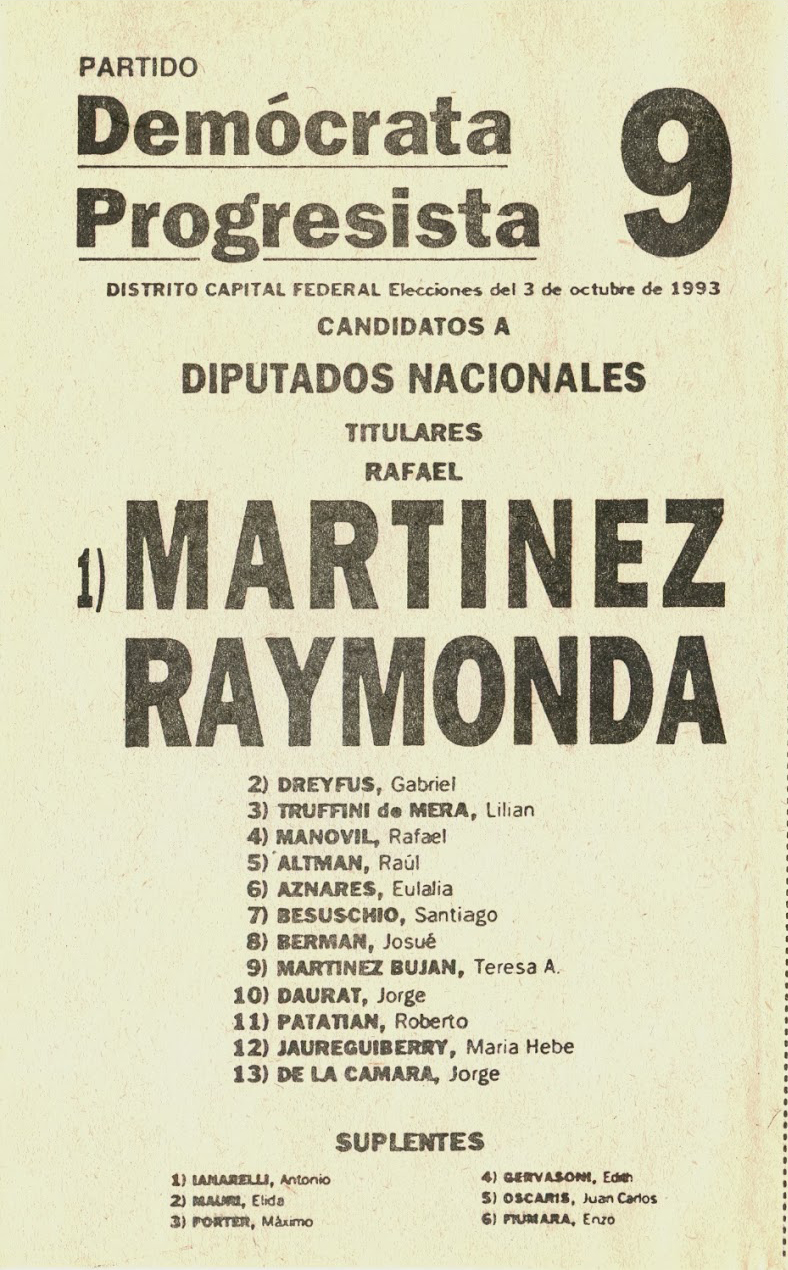
Partido Demócrata Progresista
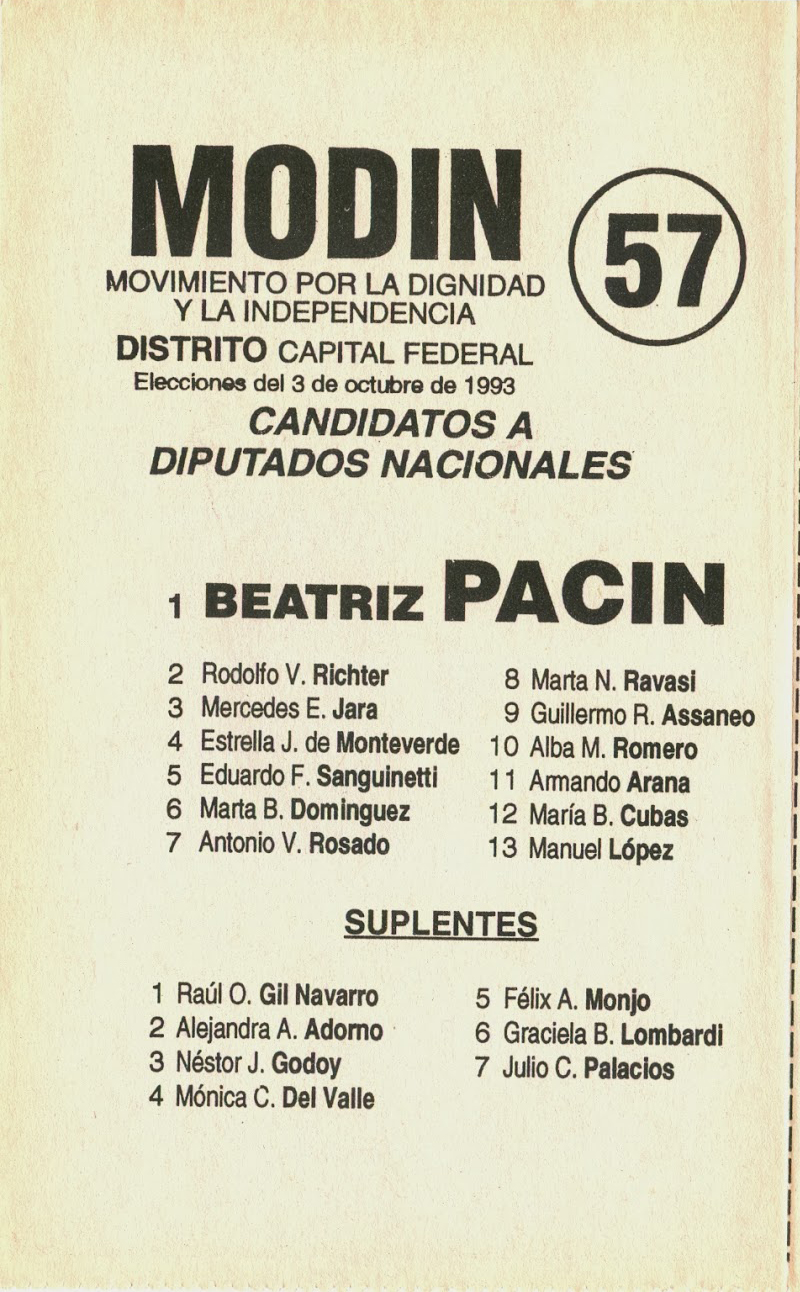
Movimiento por la Dignidad y la Independencia
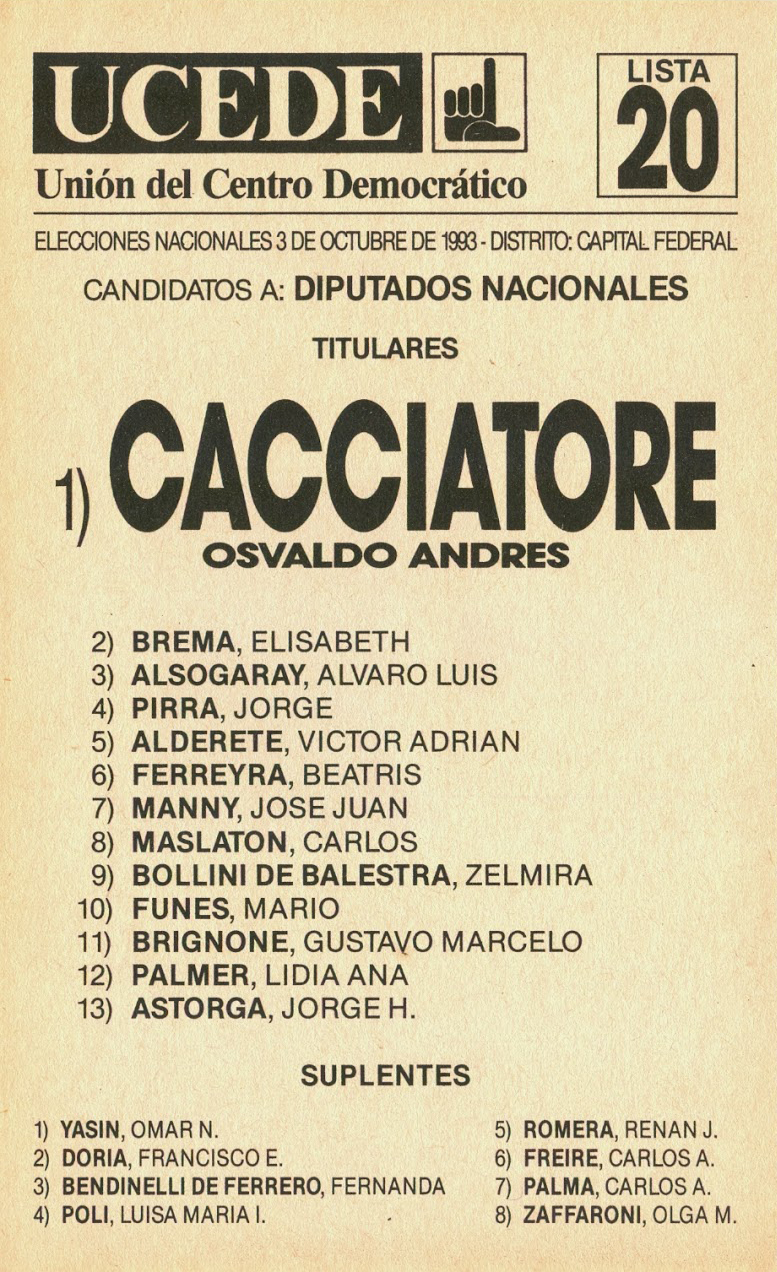
Unión del Centro Democrático
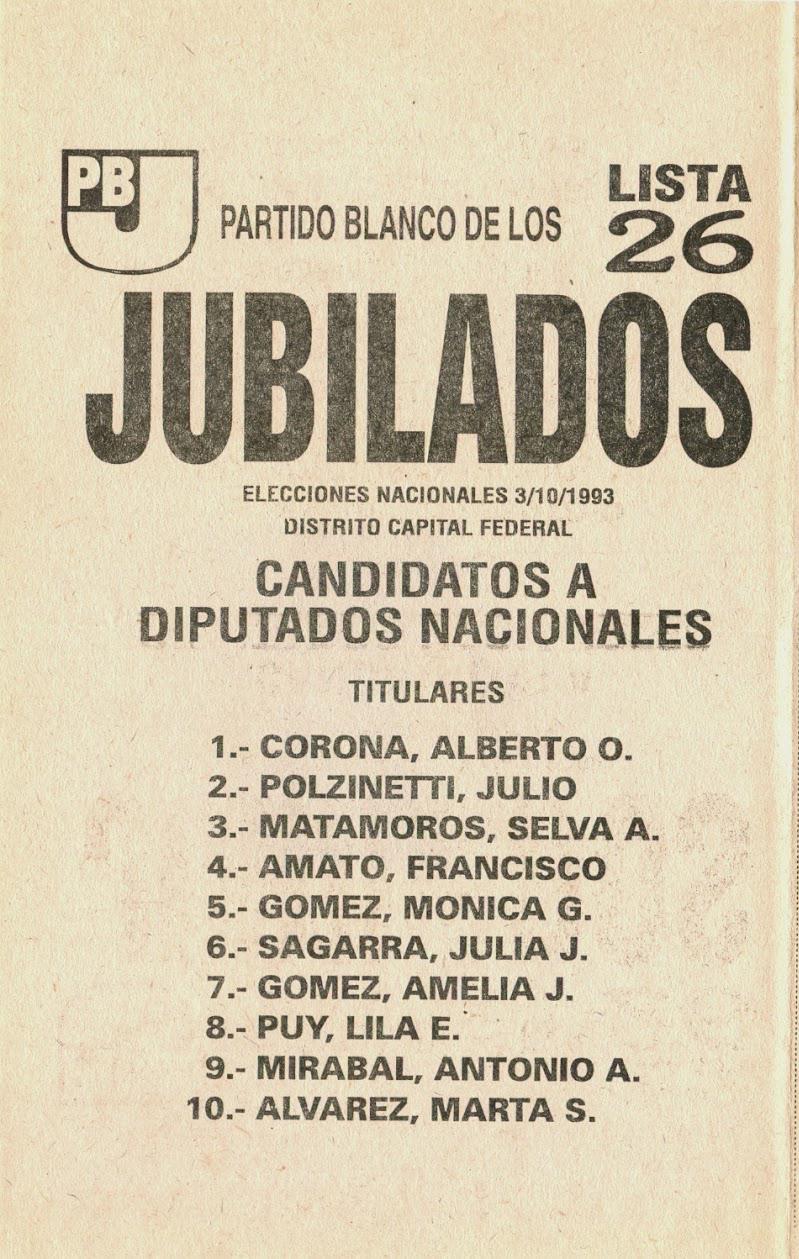
Partido Blanco de los Jubilados
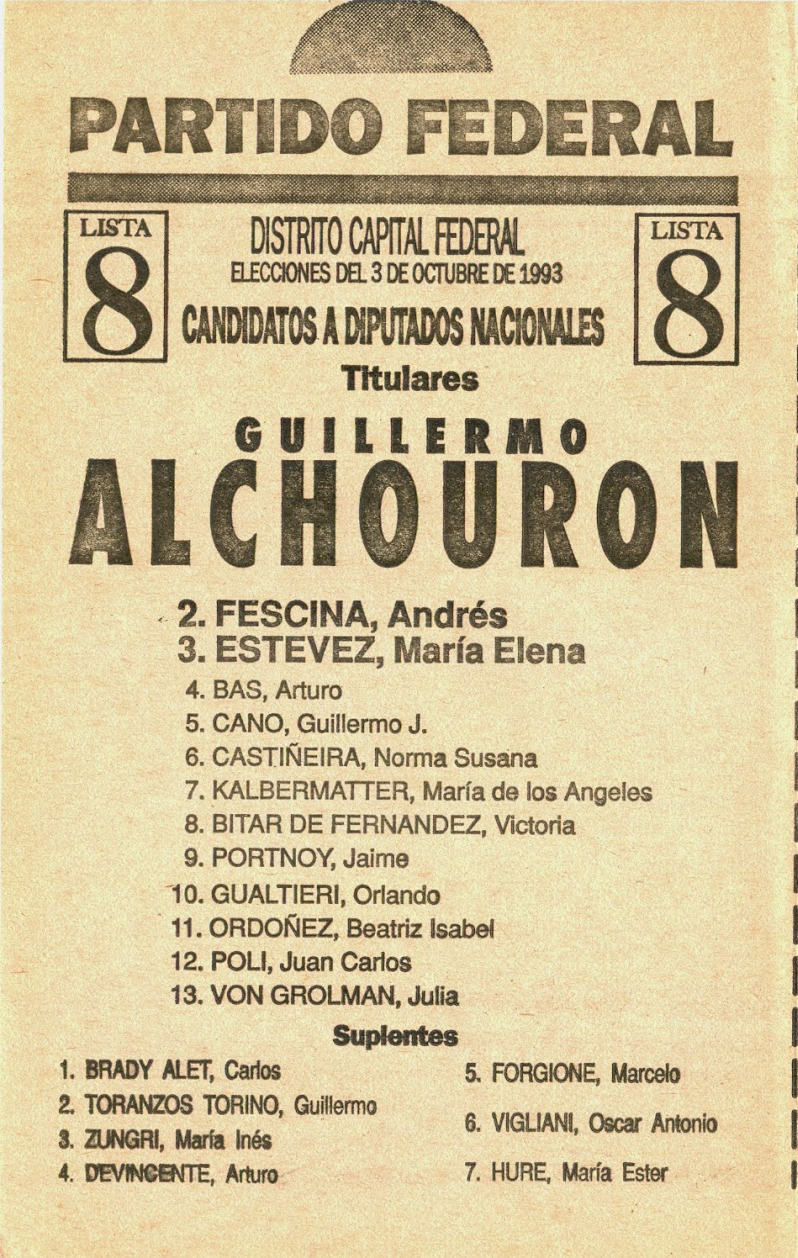
Partido Federal
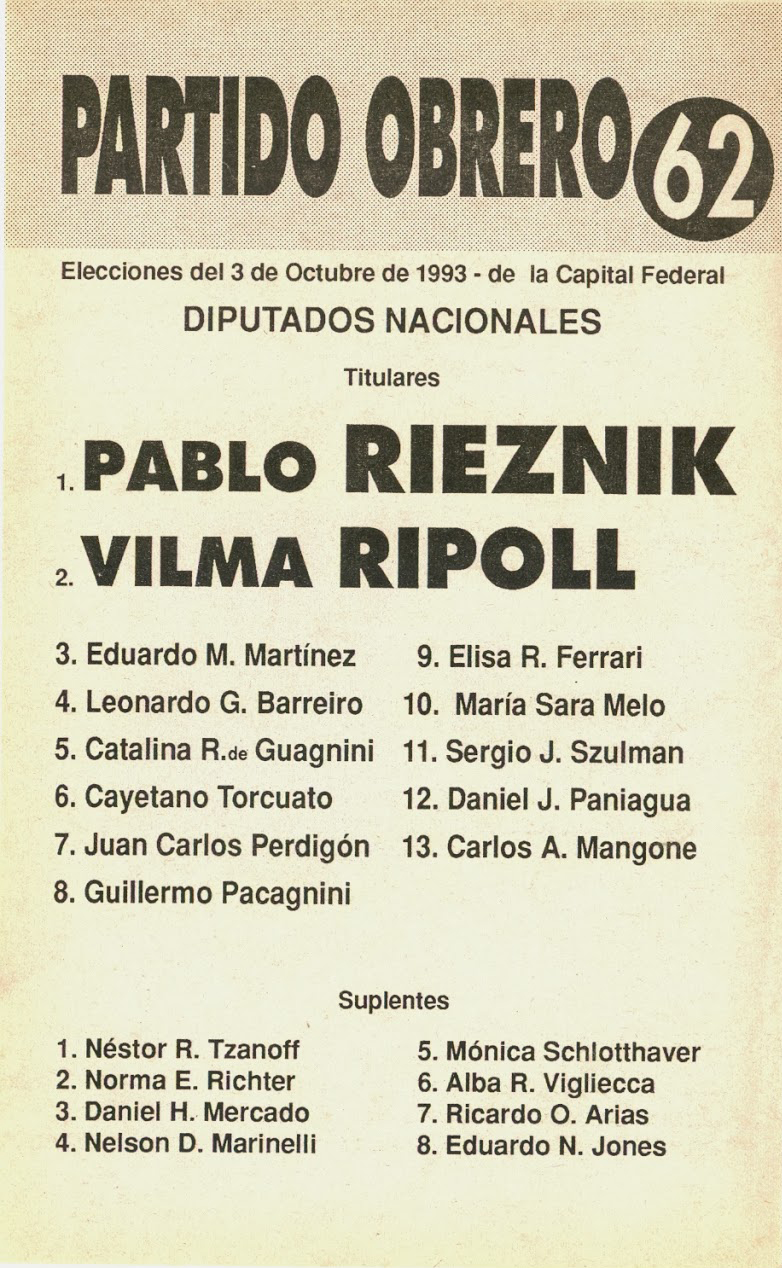
Partido Obrero
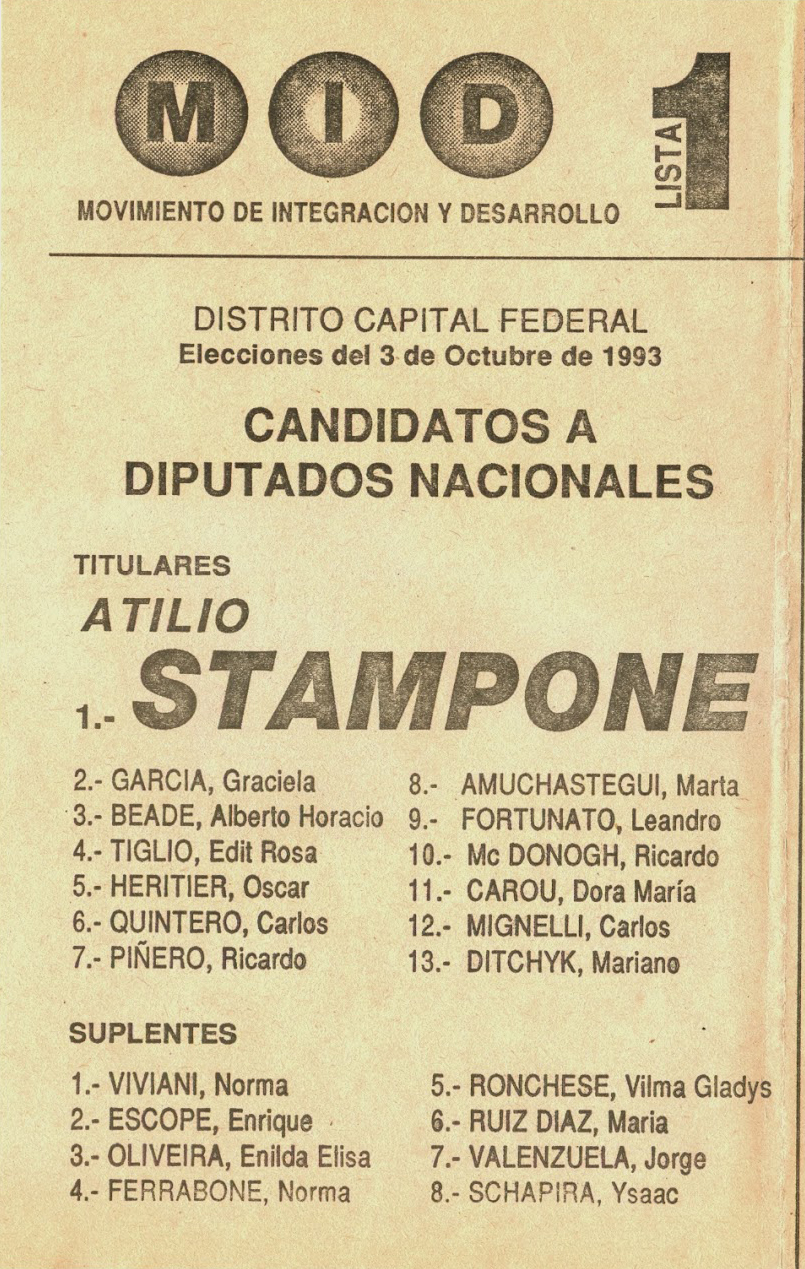
Movimiento de Integración y Desarrollo
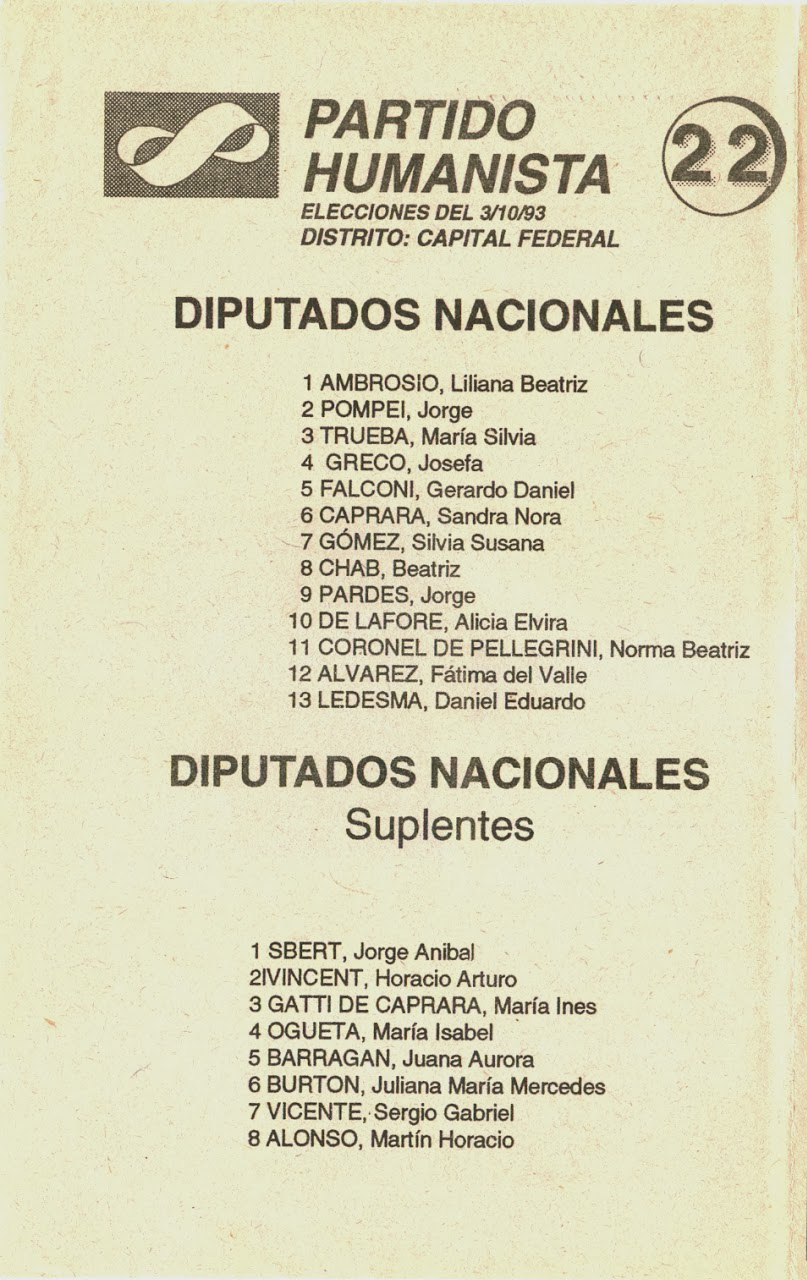
Partido Humanista
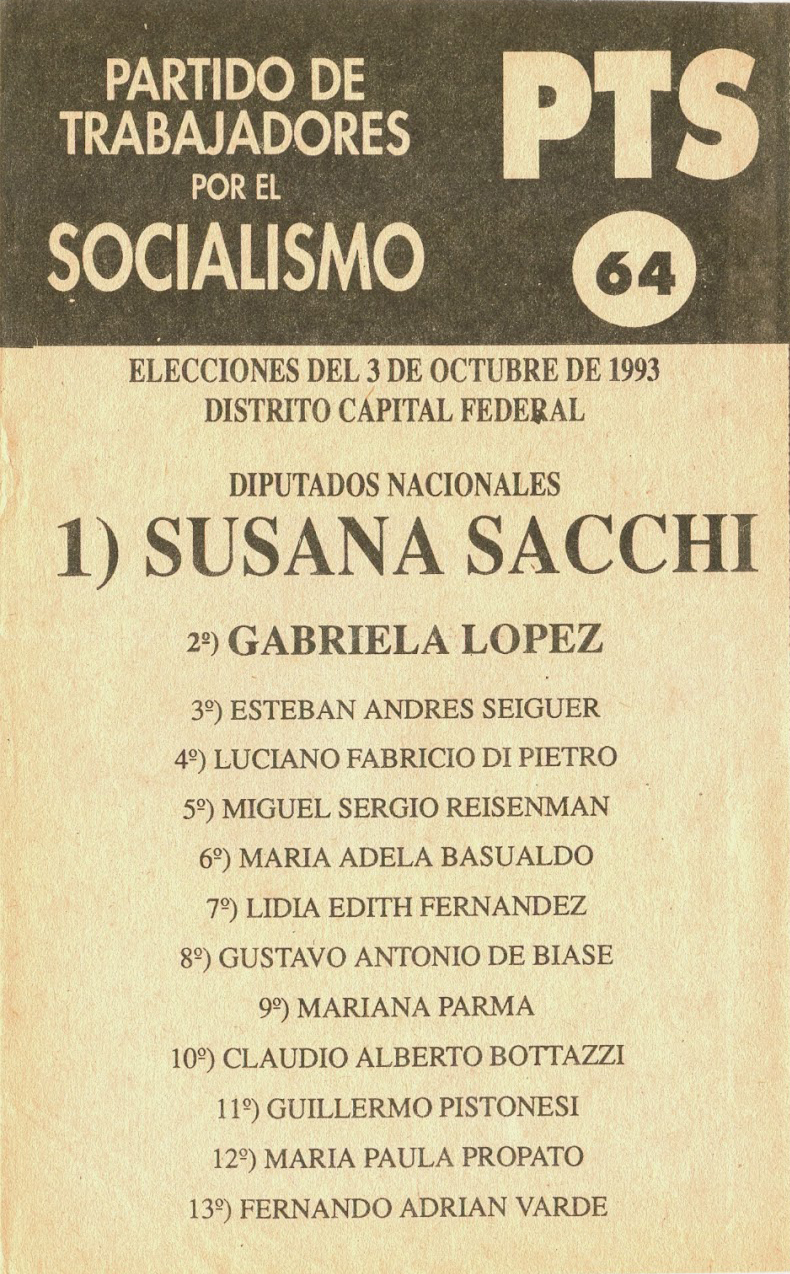
Partido de los Trabajadores por el Socialismo
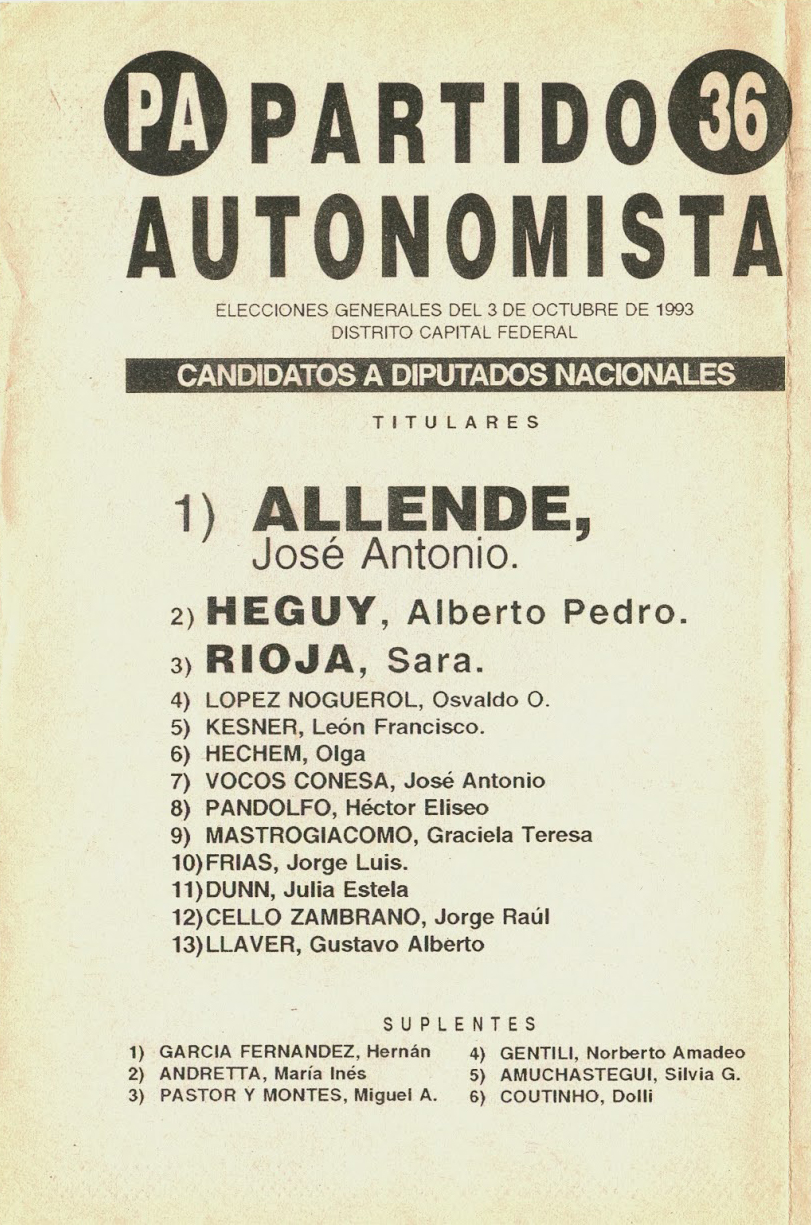
Partido Autonomista
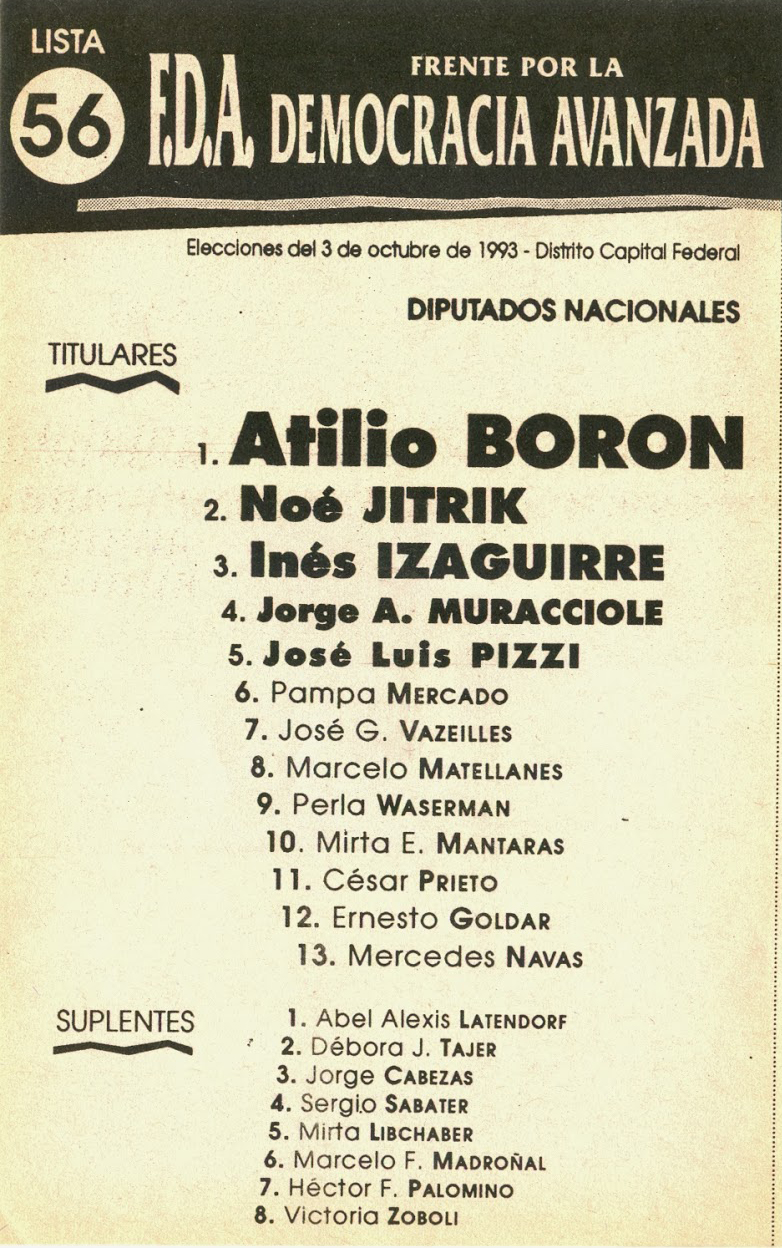
Frente para la Democracia Avanzada
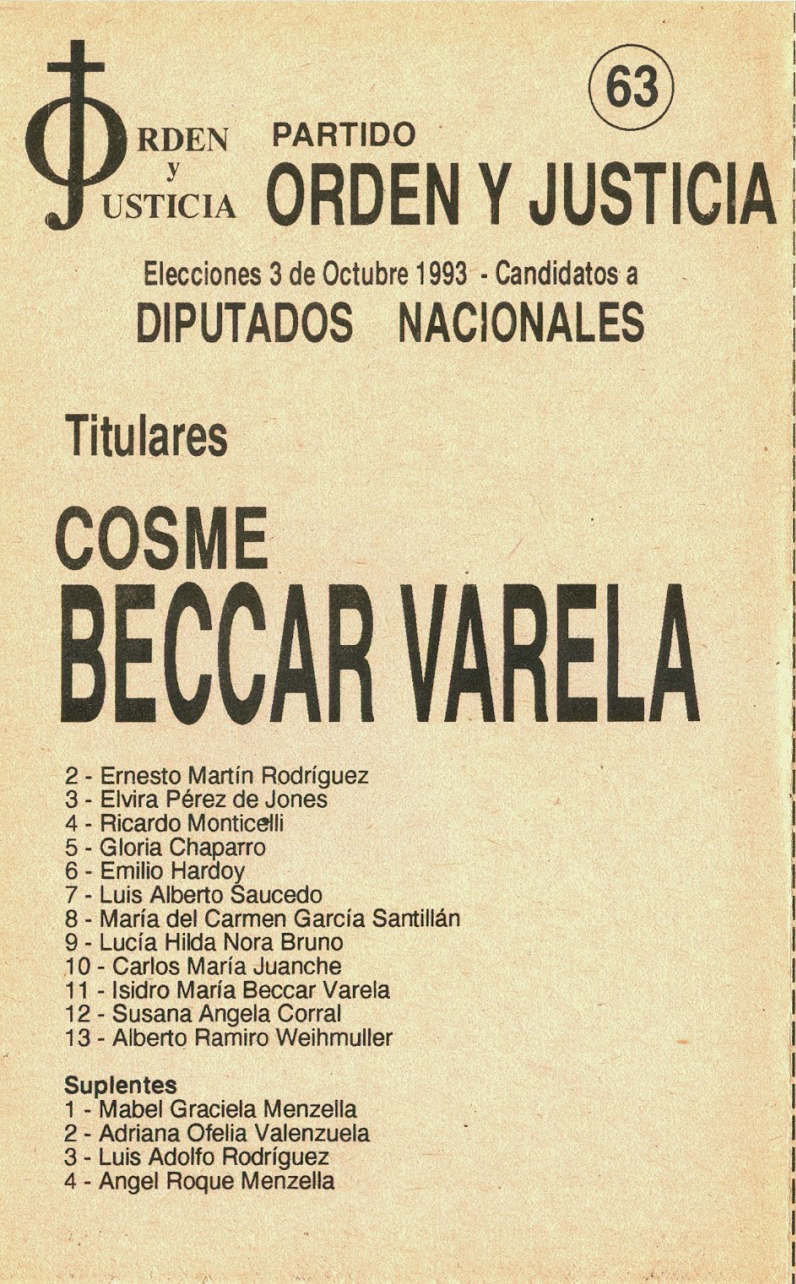
Orden y Justicia
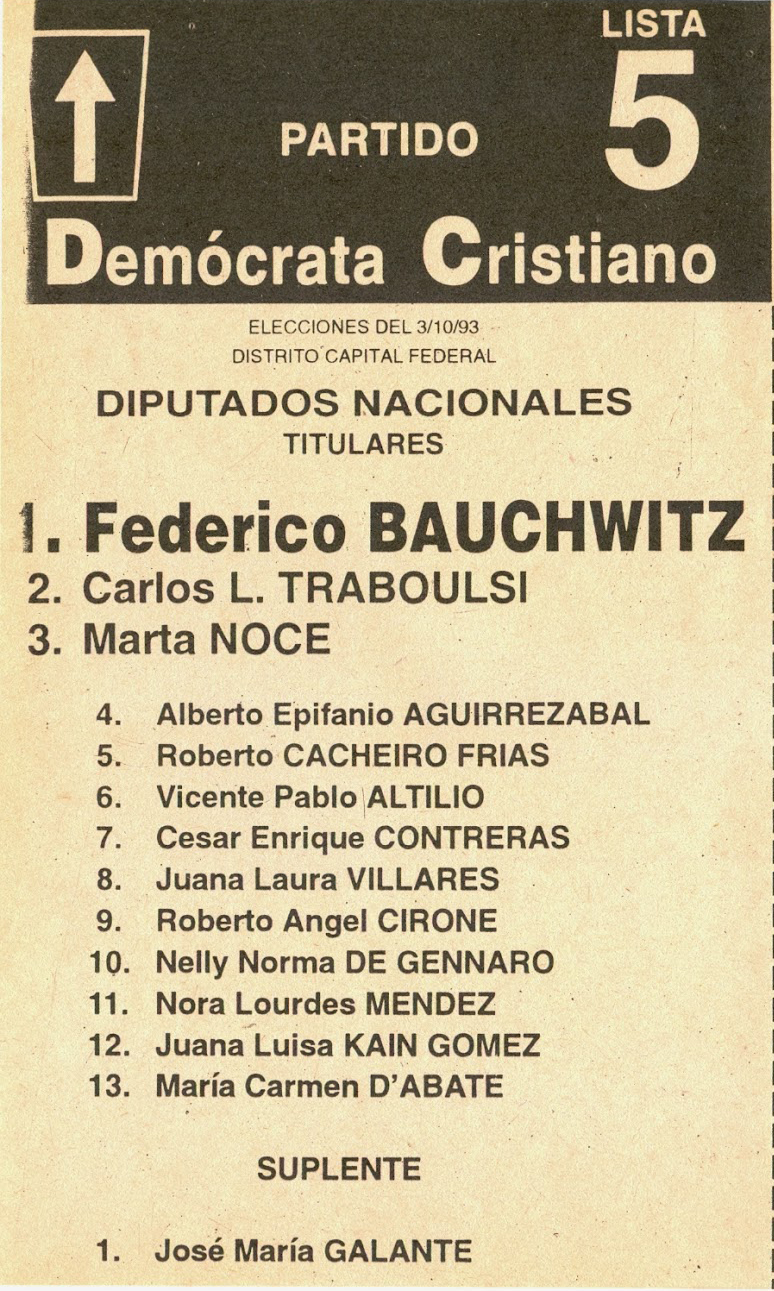
Partido Demócrata Cristiano
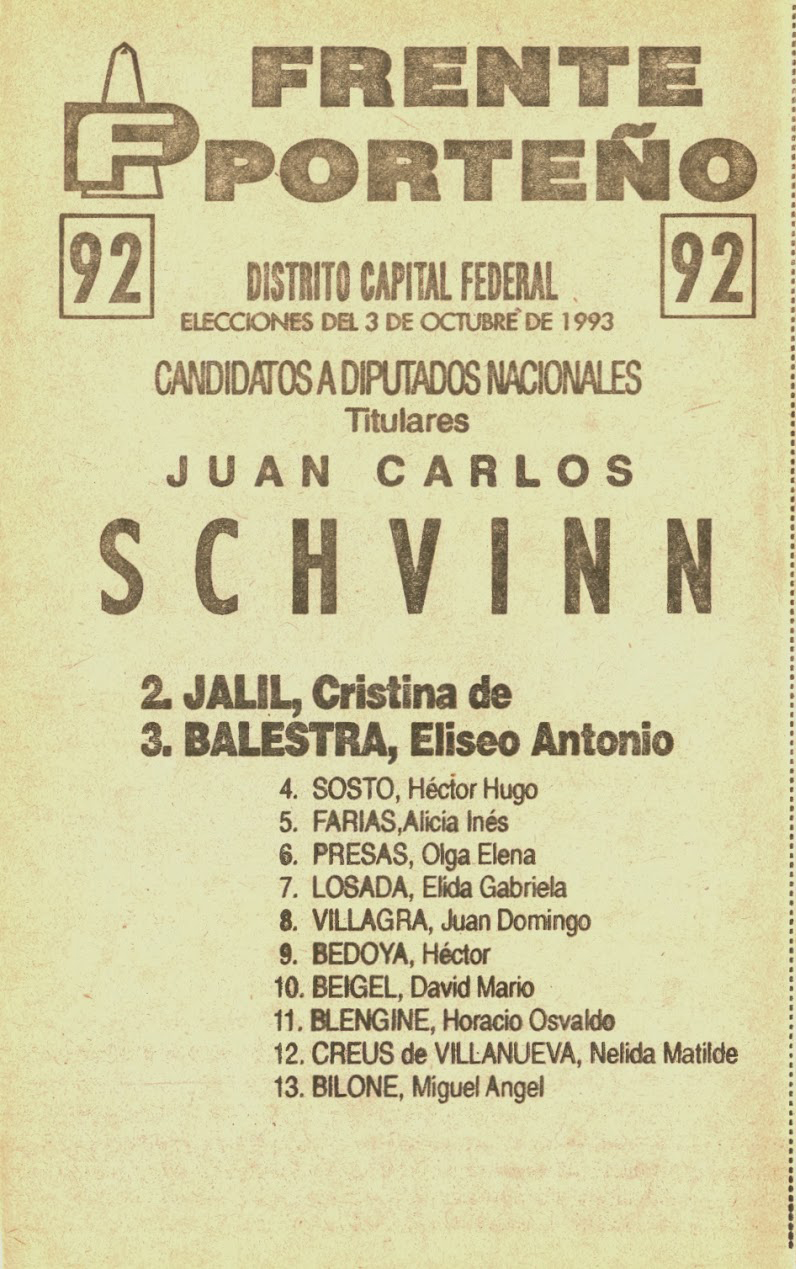
Frente Porteño